# Naumachia Augusti
Die Naumachia Augusti war eine Anlage, die Augustus für die Veranstaltung von Seeschlachten (Naumachie) hat bauen lassen.
Anlass für die Errichtung waren Feierlichkeiten, die mit der Einweihung des Mars-Ultor-Tempels im Jahr 2 v. Chr. einhergingen.
Die Anlage lag auf der rechten Tiberseite nahe dem Flussufer und maß 1200 × 1800 römische Fuß, rund 357 × 536 Meter. Gespeist wurde sie von der eigens hierfür errichteten Aqua Alsietina, einem auch aqua Augusta genannten Aquädukt für Wasser minderer Qualität aus dem lacus Alsietinus. In der Mitte des künstlichen Sees befand sich eine Insel, zu der wohl eine Brücke, der bei Plinius erwähnte pons naumachiarius, führte und die nach einem Feuer unter Tiberius restauriert wurde. Tiberius ließ hierfür den größten Baumstamm, der jemals in Rom Verwendung fand, eine 120 Fuß (rund 35 Meter) lange Lärche, als Kuriosität nach Rom bringen.
Die Naumachie des Augustus, die erste dauerhafte Anlage dieser Art, wurde noch unter Nero, der allerdings den riesigen Lärchenstamm für sein Amphitheater entfernen ließ, ebenso genutzt wie unter Titus, zu dieser Zeit schon naumachia vetus, „alte Naumachie“, genannt. Für das Jahr 95 erwähnt Statius eine dort veranstaltete Naumachie des Domitian. Zur Zeit des Alexander Severus waren nur noch einige Reste zu sehen.
An den von Augustus veranstalteten Seeschlachten waren 30 Bi- und Triremen sowie kleinere Schiffe beteiligt, die zusammen rund 3000 Mann kämpfender Besatzung besaßen, Ruderer nicht mitgezählt. Sie stellten die Schlacht der Perser gegen die Athener nach. Dem Areal der Naumachie angeschlossen war ein Park, der nach den Adoptivsöhnen des Augustus nemus Gai et Luci Caesaris benannt war, aber auch, nach dem Titel der Adoptivsöhne, als nemus Caesarum bekannt war.
Die Lage der naumachia Augusti wird entweder in der Nähe der Kirche San Cosimato in Trastevere, zumal in diesem Bereich bei Bauarbeiten an der Viale di Trastevere große, auf Rundung geschnittene Travertinblöcke gefunden wurden, zwischen Viale del Trastevere und der antiken via Campana Portuensis oder südlich der Via Aurelia und der Südostecke der Kirche San Francesco a Ripa in Trastevere vermutet. An letztgenannter Stelle wurden in acht Metern Tiefe erhebliche Mengen von zeitlich passenden Schwarz-Weiß-Mosaiken gefunden.